# Spinding
 Denne artikel bør gennemlæses af en person med fagkendskab for at sikre den faglige korrekthed.

Spinding er en ældgammel metode til snoning af tråd. Fibre af animalsk eller vegetabilsk materiale forarbejdes med kam (kamgarn) eller karter (kardegarn) og spindes ved en spindekrog, håndten eller spinderok[[]].   
Fibrene trækkes ud og snos omkring sig selv, enten mod højre eller venstre.   
Snoningsgrad og fibertykkelse bestemmer, hvor stærk tråden bliver.  
To tråde spundet i samme retning kan tvindes sammen i modsat retning.  
Spinding har været brugt siden oldtiden, hvor formentlig kvinder og børn udførte det vigtige arbejde med at fremstille garn til opsætning på væv.  Tenvægte findes af arkæologer og adskiller sig markant fra vævevægte i størrelse. Tene af træ findes sjældent, men der er  fundet enkelte i Nordeuropa. 
Med en håndten kan man spinde på tre måder: med løst hængende tenvægte, med ten og vægt som snos gradvist i hånden og spinding i en skål. 
Skotrokken blev først introduceret i Europa i 1100 tallet. Senere i middelalderen fulgte udviklingen af spinderok men pedal, hvor begge hænder er fri til at arbejde med tråden.  

## Historie
Uld og hør har fra oldtiden til og med 1800 tallet været det primære materiale til fremstilling af klæde. Bomuld introduceredes gradvist i 1700 tallet i Danmark.
De første industrielle spindemaskiner kom i slutningen af 1700-tallet, og med den industrielle revolution af væveindustrien,var den håndspundne og vævede tekstil snart fortid i Europa.
Se Spinning Jenny